# Arve Seland
Leif Arve Seland (* 12. prosince 1963, Arendal) je bývalý norský fotbalový útočník a reprezentant. Mimo Norska hrál na klubové úrovni ve Francii a Belgii.
Po skončení aktivní hráčské kariéry pracoval s mládeží, mj. jako trenér juniorů v klubu Arendal Fotball.

## Klubová kariéra
Na klubové úrovni hrál fotbal v Norsku v mužstvu IK Start. Jedenkrát se stal nejlepším kanonýrem nejvyšší norské fotbalové ligy, v sezóně 1989 nastřílel v dresu IK Start 12 gólů.
Poté působil ve Francii v mužstvu FC Mulhouse a v Belgii v KFC Winterslag.
V roce 1989 se vrátil do IK Start, kde roku 1990 ukončil kariéru.

## Reprezentační kariéra
V A-týmu norské fotbalové reprezentace debutoval 29. 7. 1984 v utkání v Bostonu proti týmu Chile (remíza 0:0). Celkem odehrál v letech 1984–1987 za norský národní tým 12 zápasů a vstřelil 1 gól.
Zúčastnil se Letních olympijských her 1984 v USA.